# عنايت حسين خان
عنايت حسين خان (1933-1979) ( (بالبنغالية: এনায়েত হোসেন খান)‏ ) هو سياسي من حزب عوامي وعضو سابق في البرلمان في Bakerganj-16 .

## حياتها المهنية
انتُخب خان لعضوية البرلمان عن بيكرجانج -16 كمرشح لرابطة عوامي عام 1973. 

## الحياة الشخصية
والدها هو ، الشيخ آن الرحمن، و هو عضو في البرلمان من حزب عوامي. 